# Tobermore United Football Club
Il Tobermore United Football Club è una società calcistica nordirlandese con sede nella città di Tobermore, vicino Margherafelt, nella contea di Londonderry. Milita nella IFA Intermediate League, la terza divisione del campionato nordirlandese. Il club è stato fondato nel 1965 e gioca le sue partite casalinghe al Fortwilliam Park, impianto che può ospitare 1.500 posti di cui un centinaio a sedere. I colori sociali sono il rosso e il nero. Milita nella IFA Intermediate League ed è allenata da Jonny Law.
Il club ha sviluppato una forte politica giovanile, ricevendo lo status di Football Development Center dall'IFA, ed è dotato di una squadra Under-11, Under-12, Under-14 ed Under 16.
Nella stagione 2010-2011 il club aveva guadagnato la promozione nell'IFA Championship, campionato dal quale è retrocesso due anni dopo.

## Palmarès

### Competizioni nazionali
- Championship: 1

2004-2005
- Northern Ireland Intermediate League: 3

1978-1979, 1981-1982, 1982-1983

### Competizioni regionali
- North West Senior Cup: 2

1989-1990, 2006-2007